# Aymen Mathlouthi
Aymen Mathlouthi (Tunis, 14 de setembro de 1984) é um futebolista tunisiano que joga como goleiro e atualmente esta no Étoile du Sahel.

## Carreira
Aymen Mathlouthi representou o elenco da Seleção Tunisiana de Futebol no Campeonato Africano das Nações de 2017.